# Orla Lund
 Der er for få eller ingen kildehenvisninger i denne artikel, hvilket er et problem. Du kan hjælpe ved at angive troværdige kilder til de påstande, som fremføres i artiklen.

Orla Georg Lund ”Bakkekongen” (9. juni 1905 – 20. december 1961) var fra 1932 en populær sanger på Dyrehavsbakken. 
Orla Lund var gift med bakkesangerinden Rut Emilie Lund. Sønnen Erico Lund var Dyrehavsbakkens Pjerrot 1963-1983 og datteren Addy Lund var bakkesangersangerinde.